# Leo Meyer (Sprachforscher)

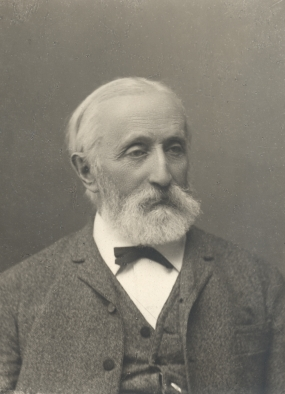
Leo Meyer, Foto von ca. 1895

Leo Karl Heinrich Meyer (* 3. Juli 1830 in Bledeln; † 6. Juni 1910 in Göttingen)  war ein deutscher Sprachforscher  und russischer Staatsrat.

## Leben
Leo Meyer besuchte von 1844 bis 1848 das Lyzeum in Hannover und von 1848 bis 1849 das Gymnasium in Holzminden. Von 1849 bis 1852 studierte er bei Theodor Benfey in Göttingen Philologie, wo er auch Mitglied des Corps Brunsviga wurde. 1856 habilitierte er sich, 1862 wurde er a.o. Professor. 1865 folgte er dem Ruf an die Kaiserliche Universität Dorpat und übernahm den Lehrstuhl für deutsche und vergleichende Sprachkunde. Zu seinen Schülern in Dorpat zählten Nikolai Anderson, Leopold von Schroeder und Peter von Bradke. Seit 1861 war Meyer Assessor und seit 1865 korrespondierendes Mitglied der Göttinger Akademie der Wissenschaften. 1877 wurde er zum Kaiserlich Russischen Wirklichen Staatsrat ernannt. Von 1869 bis 1899 war Meyer Präsident der Gelehrten Estnischen Gesellschaft, von der er 1894 auch die Ehrenmitgliedschaft erhielt. 1896 wurde Meyer gleichzeitig mit seinem Vetter Wolfgang Schlüter Ehrenphilister der Estonia. Im Januar 1899 aus seinem Amt in Dorpat entlassen, ging er später als ord. Honorarprofessor nach Göttingen zurück.

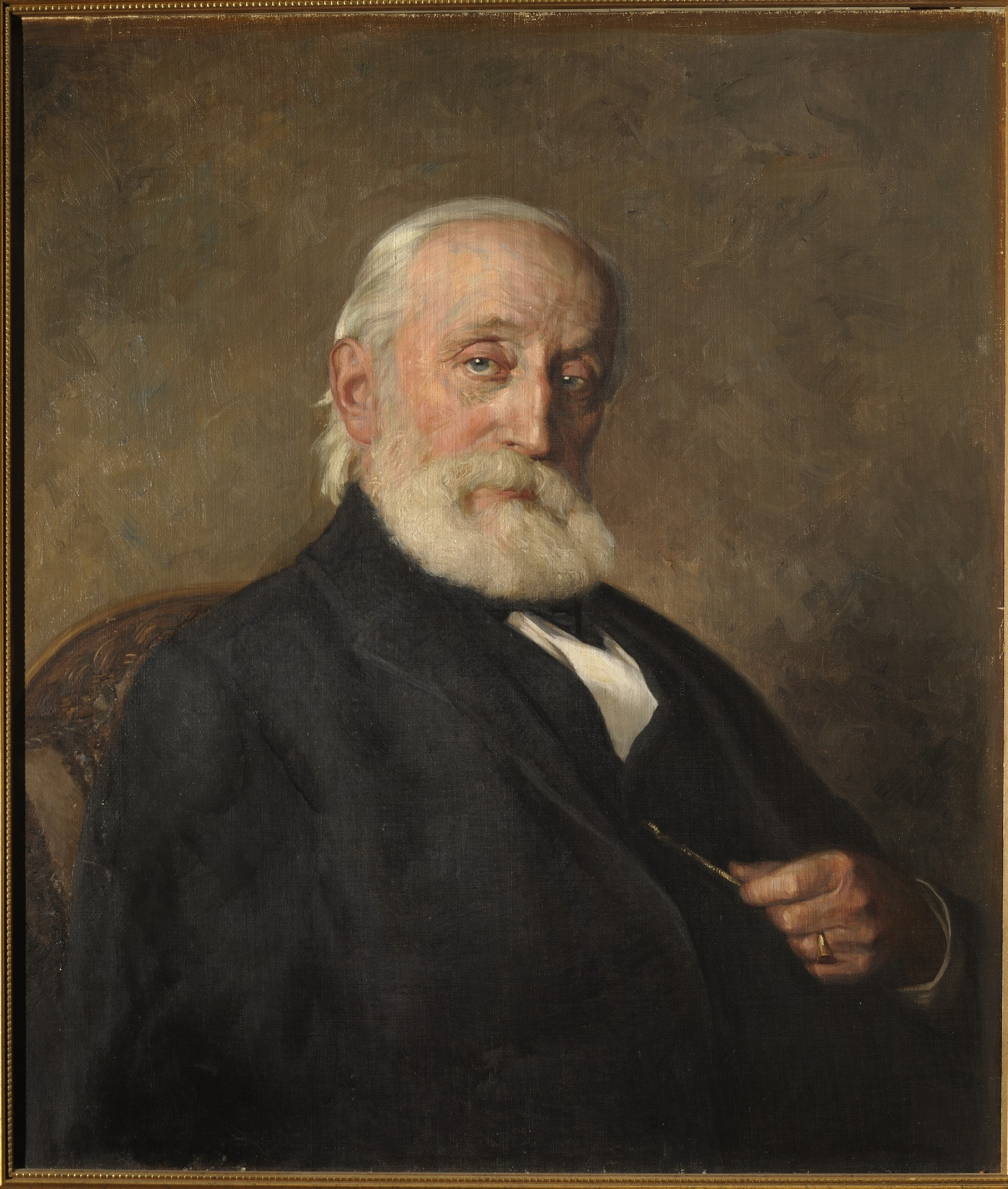
Julie Wilhelmine Hagen-Schwarz, "Professor Leo Meyer"

## Werke
- Der Infinitiv der Homerischen Sprache, ein Beitrag zu seiner Geschichte im Griechischen. Göttingen 1856.
- Bemerkungen zur ältesten Geschichte der griechischen Mythologie. Göttingen 1856.
- Vergleichende Grammatik der griechischen und lateinischen Sprache, 2 Bände. Göttingen 1861–1865.
- Über die Flexion der Adjektiva im Deutschen. Göttingen 1863.
- Ueber die in Dorpat vorkommenden Familiennamen. 1868. (Digitalisat)
- Die gotische Sprache. Ihre Lautgestaltung, insbesondere im Verhältnis zum Altindischen, Griechischen und Lateinischen. Göttingen 1869.
- Livländische Reimchronik. Paderborn 1876.
- Handbuch der griechischen Etymologie, 4 Bände. Leipzig 1901/1902.